# Central Palestino Chuy
Club Social y Deportivo Central Palestino Fútbol Club jest urugwajskim klubem piłkarskim z siedzibą w mieście Chuy leżącym w departamencie Rocha.

## Osiągnięcia
- Liga Regional de Fútbol de Chuy: 1989, 1992, 1994
- Liga Regional de Fútbol de Chuy  - druga liga: 1987
- Mistrz departamentu Rocha: 1990
- Finalista Copa El País: 1994

## Historia
Klub założony został 21 września 1987 roku przez zamieszkujących miasto Chuy emigrantów z Palestyny i stąd też pochodzi nazwa klubu. Klub gra w lidze regionalnej Liga Regional de Fútbol de Chuy. Największym sukcesem w historii klubu było dotarcie do finału turnieju Copa El País, czyli mistrzostw Urugwaju klubów prowincjonalnych. W finale Central Palestino przegrał jednak z klubem Porongos Trinidad. Jako jeden z czterech najlepszych klubów prowincjonalnych uzyskał prawo gry w turnieju Torneo Integración, dającym szansę dotarcia do pucharów międzynarodowych. Dwukrotna porażka po 1:2 na wyjeździe i u siebie z pierwszoligowym klubem River Plate Montevideo odebrała klubowi Central Palestino szansę na dotarcie do rozgrywek międzynarodowych.